# Vitinsko polje
Vitinsko polje je krško polje u Bosni i Hercegovini.
Nalazi se sjeverozapadno od Ljubuškog, zapadna Hercegovina. Kroz polje protječu rijeke Mlade i njena pritoka Vrioštica. Veljačko je polje plavno i ugroženo od poplava uz tok Vrioštice.
Na istočnom rubu polja nalazi se naselje Vitina.